# Arabski kavovec
Arabski kavovec, tudi navadni kavovec, (znanstveno ime Coffea arabica) je vrsta kavovca, ki je prvotno rasla v gorovju Jemen na Arabskem polotoku, pa tudi v jugozahodnem višavju Etiopije in jugovzhodu Sudana. Prav tako je znana kot "kavni grm v Arabiji" "gorska kava" ali "kava Arabica". Coffea  arabica naj bi bila prva vrsta gojene kave, v jugozahodni Arabiji jo namreč gojijo že več kot 1000 let.
Čeprav so okusi različni, naj bi bila kava izdelana iz semen te vrste boljša od drugih komercialno gojenih vrst, npr.  Coffea canephora (robusta). C. arabica vsebuje manj kofeina kot katerakoli druga komercialno gojena vrsta kave.
Divje rastline zrastejo od 9 do 12 metrov v višino in imajo odprt sistem razvejanosti, listi so si nasprotni, preproste elipsasto-ovalne do podolgovate oblike, 6–12 cm dolgi in 4–8 cm široki, temno zelene svetleče barve. Cvetovi so bele barve, 10–15 mm v premeru in rastejo v aksialnih skupkih. Plod po navadi imenujemo "jagoda", s premerom  10–15 mm, svetlo rdeče do vijolične barve in običajno vsebuje dve semeni.

## Razširjenost in habitat
Prvotno so jo našli v jugozahodnem višavju Etiopije,  vendar je zdaj tam prava redkost. Veliko populacij je mešanih (gojena in samorasla drevesa). Pogosto raste v sloju podrasti. Prav tako je bila odkrita na planoti Boma Plateau na jugozahodu Sudana. Navadni kavovec najdemo tudi na gori Mount Marsabit v severni Keniji, vendar pa ni povsem jasno, če je to zares njeno domorodno rastišče.

## Gojenje in uporaba
Arabski kavovec dozori pri približno sedmih letih. Najbolje uspeva z 1,0–1,5 m dežja, enakomerno porazdeljenega čez leto. Običajno ga gojijo na 1300 do 1500 m nadmorske višine, čeprav najdemo nasade tako ob morski gladini, kot tudi na višini 2800 m.
Rastlina lahko prenaša nizke temperature, ne pa pozebe, in raste najbolje, ko se temperature gibljejo okoli 20 °C. Sorte za pridelavo kave po navadi zrastejo samo do 5 m in so pogosto obrezane na višino 2 m, za lažje obiranje. Za razliko od Coffea canephora, C. arabica uspeva bolje v rahli senci.
Dva do štiri leta po sajenju kavovec zacveti z malimi, belimi in zelo dišečimi cvetovi. Sladek vonj spominja na vonj cvetov jasmina. Če se na sončne dneve cvetovi odprejo, rastlina obrodi največje število plodov. To ni nujno zaželeno, saj rastline kave pogosto obrodijo preveč plodov, kar privede do slabše letine in celo poškodbe donosa v naslednjih letih,  saj rastlina daje prednost zorenju plodov v škodo lastnega zdravja.
V nasadih ta pojav po navadi preprečijo z obrezovanjem dreves. Sami cvetovi se obdržijo samo nekaj dni, za seboj pa pustijo le debele, temno zelene liste. Takrat se začnejo pojavljati plodovi, ki so najprej temno zelene barve,  med zorenjem pa preidejo v najprej rumeno, potem svetlo rdečo in končno v temno rdečo barvo s sijajem.  Na tej točki se sadeži imenujejo 'češnje' in so zrele za obiranje.
Plodovi so podolgovati in merijo približno 1 cm v dolžino.  Kadar so obrani prezgodaj ali prepozno, je kava slabše kvalitete, zato se mnogi obirajo ročno, saj vsi ne dozorijo ob istem času. Včasih jih stresejo iz drevesa na mreže, kar pomeni, da se zreli in nezreli plodovi oberejo skupaj.
Drevesa je težko gojiti, vsako pa lahko proizvede od 0.5–5.0 kg suhih semen, odvisno od posameznega drevesa in podnebja v katerem uspeva. Namen gojenja te rastline so semena  v sadežu. Vsaka jagoda ima dva majhna prostora, ki vsebujeta semena.  Kavna zrna sta so semena v sadežu, večinoma dve, včasih tri ali pa samo eno. Ta semena so pokrita z dvema membranama, zunanjo (angleško 'parchment coat') in notranjo (angleško 'silver skin').
Na otoku Java, se drevesa sadijo in obirajo skozi celo leto, medtem ko se v nekaterih delih Brazilije drevesa obirajo le v zimskem času. Rastline so občutljive in dovzetne za poškodbe v slabih razmerah (mraz, nizek pH tal) in so tudi bolj občutljive na škodljivce kot pa C. robusta.  Boljše kave so skoraj izključno visoko kakovostne blage sorte kave arabica, kot na primer kolumbijska kava.
Proizvodnja kave arabica se je v Indoneziji začela leta 1699. Indonezijske kave, kot npr. Sumatran in Java so dobro poznane po močni aromi in nizki kislosti. Zaradi tega so idealne za mešanje s kavami večje kislosti in Srednje Amerike in vzhodne Afrike. Na Havajih, je bila kava v preteklosti bolj razširjena kot danes in je tako na številnih področjih še vedno prisotna tudi po prenehanju gojenja. V nekaterih dolinah je zelo invazivni plevel.

## Zgodovina
Kava naj bi se začela pridelovati v Etiopiji, čeprav tamkajšnji domačini, še danes pijejo čaj, narejen iz listov kavovca.
Prvi zapis o kavi, narejeni iz praženih kavnih zrn, je prišel iz rok arabskih učenjakov, ki so zapisali, da je bila koristna pri podaljševanju njihovega delovnega časa. Arabska inovacija v Jemnu se je tako razširila najprej med Egipčani in Turki in kasneje našla svojo pot okoli sveta.

## Taksonomija
Vrsto Coffea arabica je prvi opisal Antoine de Jussieu, ki jo je imenoval Jasminum arabicum, po študiju vzorca iz Botanic Gardens v Amsterdamu. Linnaeus ga je postavil v svoj rod Coffea leta 1737.

## Raziskave
Obstaja tudi etiopska Coffea arabica, ki naravno vsebuje zelo malo kofeina. O teh sevih rastlin je Maria Bernadete Silvarolla, raziskovalka Instituto de Agronomico Campinas (IAC),  objavila izsledke v reviji Nature. Medtem ko semena normalne C. arabice vsebujejo 12 miligramov kofeina na gram suhe mase, ti na novo odkriti mutanti vsebujejo samo 0.76 miligramov kofeina na gram in imajo  povsem normalen okus po kavi.

## Galerija
- Coffea arabica v Olinda, Maui.
- Nepražena kavna zrna(Coffea arabica) iz Brazilije.